# Барсучьи шкуры

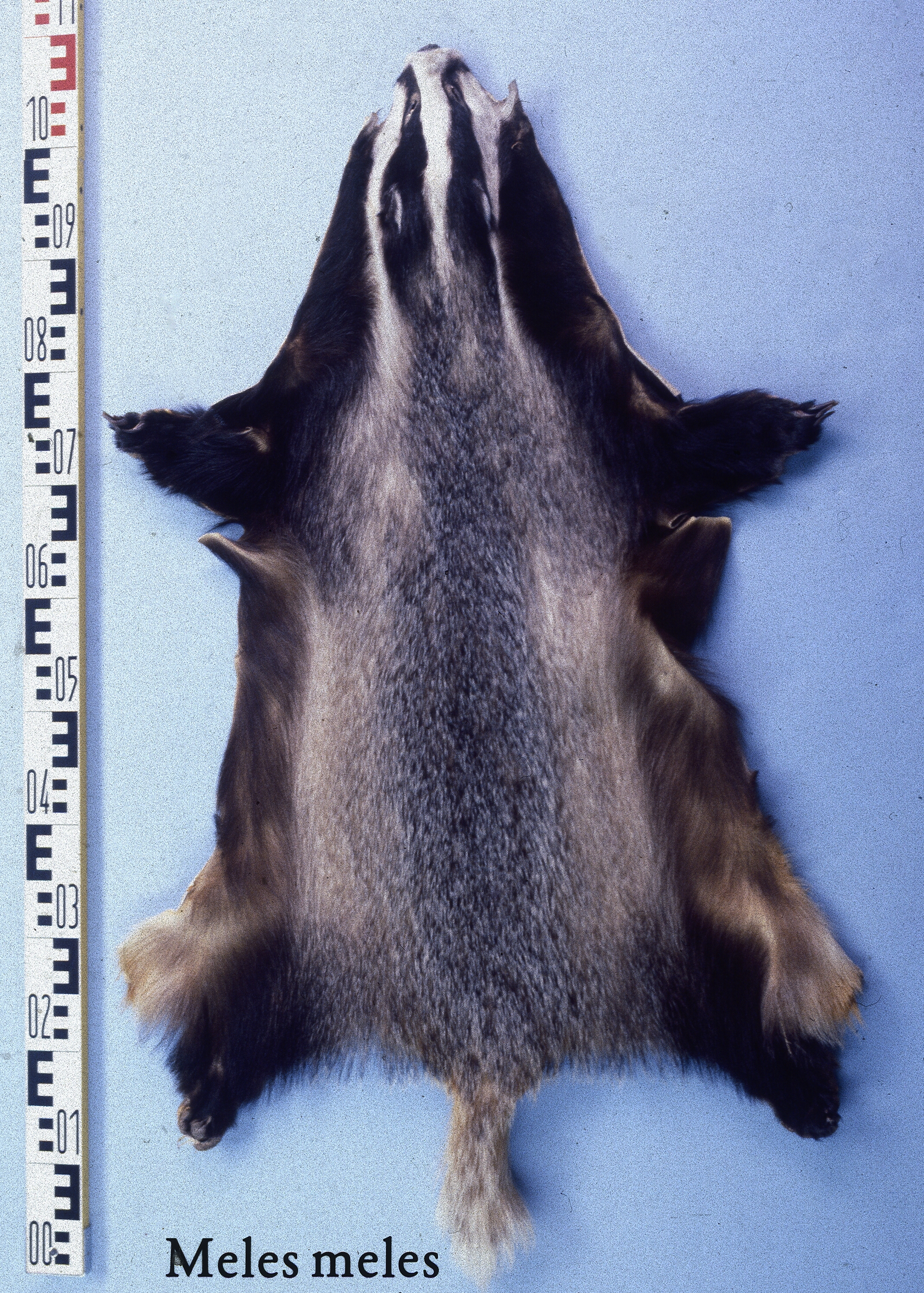
Шкура обыкновенного барсука

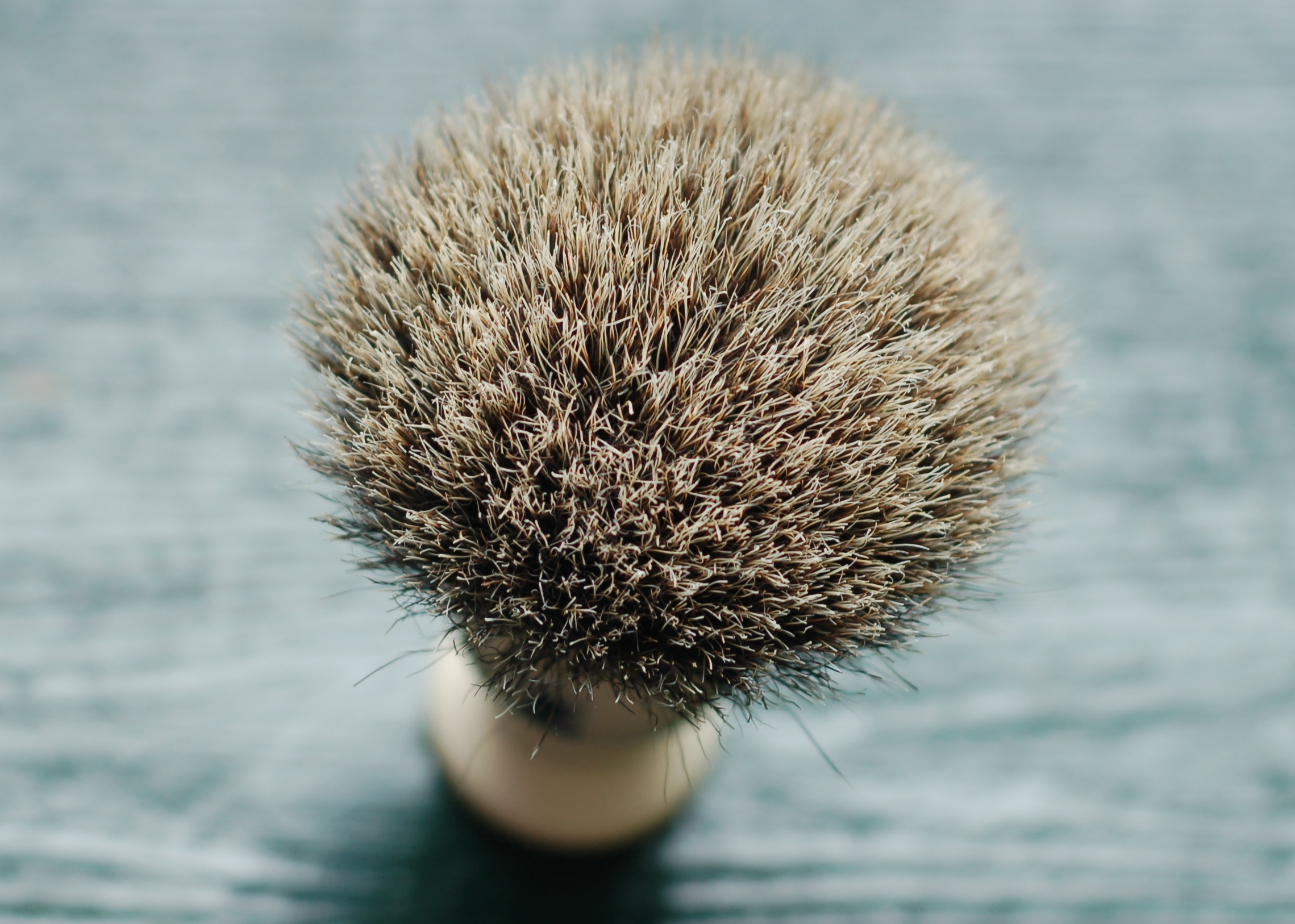
Помазок для бритья с барсучьей шерстью

Барсучьи шкуры — шкуры обыкновенного барсука, а также представителей некоторых других видов подсемейства барсучьих и американского барсука (вида, относящегося к монотипическому подсемейству Taxidiinae), используемые в качестве производственного сырья.

## Описание
Мех барсука малоценен, а потому в кожевенном производстве используется в основном только его кожа, без шерсти — тогда как отделённая от шкуры шерсть барсука, щетинистая, но мягкая, широко используется при производстве различных кистей (лучше всего для этой цели подходит шерсть со спины, где она имеет наибольшую длину). Шкуры, обработанные вместе с шерстью, применяются в производстве редко (ранее они использовались преимущественно при изготовлении ягдташей, конской сбруи, для обивки ящиков и т. п). Как мех употребляются в основном лишь шкуры американских барсуков, обладающие более мягкой шерстью. Впрочем, шкуры европейских барсуков в СССР также использовались в меховой промышленности, мех с шкур с наиболее мягким волосяным покровом шёл на женские пальто и меховые воротники.

## Интересные факты
По данным Энциклопедического словаря Брокгауза и Ефрона, на рубеже XIX—XX веков считалось, что лучшие шкуры получаются из немецких барсуков, затем идут датские, венгерские, русские и татарские. Наилучшими по качеству кистями в это же время, согласно, считались изготовленные из волос меха американского барсука, наихудшими же — из европейского барсука, добытого в Германии и Польше.